# Rade (Steinburg)
Rade település Németországban, Schleswig-Holstein tartományban. Lakosainak száma 101 fő (2023. december 31.).

## Népesség
A település népességének változása:
| Lakosok száma | 123  | 93   | 91   | 100  | 104  | 101  |
|               | 1975 | 2017 | 2019 | 2021 | 2022 | 2023 |